# هافیلدز (کالیفرنیای شمالی)
هافیلدز (به انگلیسی: Hawfields) یک منطقهٔ مسکونی در ایالات متحده آمریکا است که در شهرستان المنس، کارولینای شمالی واقع شده‌است. هافیلدز ۱۹۹٫۰۴ متر بالاتر از سطح دریا واقع شده‌است.